# Eriostemon
Eriostemon är ett släkte av vinruteväxter. Eriostemon ingår i familjen vinruteväxter.
Kladogram enligt Catalogue of Life:
| Eriostemon | \| \| Eriostemon australasius \| \| \| \| \| \| Eriostemon banksii \| \| \| \| |
|            | \| \| Eriostemon australasius \| \| \| \| \| \| Eriostemon banksii \| \| \| \| |
|            | Eriostemon australasius                                                        |
|            |                                                                                |
|            | Eriostemon banksii                                                             |
|            |                                                                                |